# Numero di perossidi
Il numero di perossidi è il più utilizzato metodo per determinare l'irrancidimento in grassi e oli insaturi. Fornisce una misura della misura in cui un campione di olio ha subito l'ossidazione primaria, la misura dell'ossidazione secondaria può essere determinata dal test della p-anisidina.
I doppi legami presenti nei grassi e negli oli svolgono un ruolo nell'autossidazione. Gli oli con un alto grado di insaturazione sono i più sensibili all'autossidazione. I perossidi sono intermedi nella reazione di autossidazione.
L'autossidazione è una reazione dei radicali liberi che coinvolge l'ossigeno e che porta al deterioramento di grassi e oli che formano aromi e odori. Il numero di perossidi, che esprime la concentrazione di perossido in un olio o grasso, è utile per valutare in che misura è progredito il deterioramento.

## Definizione
Il numero di perossidi è definito come la quantità di ossigeno in forma di perossido ogni 1 chilogrammo di grasso o olio. Tradizionalmente questo numero era espresso in unità di milliequivalenti, ma attualmente si utilizzano le millimoli per chilogrammo (1 milliequivalente = 0,5 mmol; perché 1 mEq di O2 = 1 mmol/2 = 0,5 mmol di O2, dove 2 è il numero di valenza).

## Determinazione
Il numero di perossidi viene determinato misurando la quantità di iodio che si forma per reazione dei perossidi (formati in grasso o olio) con lo ione ioduro.
{\displaystyle {\ce {2 I- + H2O2 -> 2OH- + I2}}}
La base prodotta in questa reazione è assorbita dall'eccesso di acido acetico presente. Lo iodio liberato è titolato con tiosolfato di sodio.
{\displaystyle {\ce {2S2O3^2- + I2 -> S4O6^2- + 2 I-}}}
Le condizioni acide impediscono la formazione di ipoiodito (analogo dell'ipoclorito), che interferirebbe con la reazione.
L'indicatore usato in questa reazione è una soluzione di amido in cui l'amilosio forma una soluzione blu/nera con lo iodio al punto finale di titolazione
La soluzione dell'indicatore di amido va aggiunta solo vicino al punto finale, perché ad alta concentrazione di iodio l'amido viene decomposto in prodotti le cui proprietà dell'indicatore non sono completamente reversibili. .

## Gusto
Il numero di perossidi degli oli freschi è inferiore a 10 milliequivalenti/kg; quando il valore è compreso tra 30 e 40 mEq/kg, si nota un sapore rancido.